# El Aviso Magazine
El Aviso Magazine es uno de los semanarios gratuitos en español de mayor circulación en el Sur de California,  Estados Unidos. Fundado el 28 de agosto de 1988 en Los Ángeles.

## Distribución
El Aviso Magazine es una publicación auditada y cuenta con una circulación de 325,000 copias distribuidas en Los Ángeles, Orange County, y San Bernardino. Llegando a más de un  millón de lectores cada semana.